# Reinhold Mack
Reinhold Mack, född 1949 är en tysk musikproducent. Han har arbetat med bland annat Queen och Electric Light Orchestra.
Samarbete med Queen inleddes med albumet The Game som spelades in i Musicland Studios i München.

## Diskografi (i urval)
- 1980 - Queen: The Game
- 1982 - Sparks: Angst In My Pants
- 1982 - Queen: Hot Space
- 1985 - Freddie Mercury: Mr. Bad Guy
- 1986 - Queen: A Kind of Magic
- 1989 - Extreme: Extreme
- 1992 - Black Sabbath: Dehumanizer